# Strmec na Predelu
Strmec na Predelu je naselje v Občini Bovec.